# スカーレッドライダーゼクス
『スカーレッドライダーゼクス』（Scared Rider Xechs）は、レッド・エンタテインメントより2010年7月1日に発売されたPlayStation 2用恋愛アドベンチャーゲーム。

## 概要
2011年6月23日にファンディスク『スカーレッドライダーゼクス-STARDUST LOVERS-』が発売された。2012年4月26日に本編とFDを一本にまとめたPlayStation Portable移植版『スカーレッドライダーゼクス I+FD ポータプル』が発売された。2015年11月19日に本編のPlayStation Vita移植版『スカーレッドライダーゼクス Rev.』が発売された。
本編はライダーとの日常が描かれるアドベンチャーパートとナイトフライオノートとの戦闘で各ライダーに指示を出すコマンダーモードで構成される。物語におけるTrack（章）は0から12まであり、攻略対象との個別ルートにはTrack09の終了時に分岐。他、ED閲覧用のTrackが2つある。ファンディスクはアドベンチャーパートのみで構成され、本編の夏から秋の間に起こった出来事が描かれている。Trackは1から13まであり、ED閲覧用のTrackが1つある。
2016年8月25日にスマートフォン向けリズムゲーム『スカーレッドライダーゼクス 青と紅の狂詩曲（ラプソディ）』が「HarvesT」からサービスの開始をされたが、2017年6月6日15時に終了した。

## ストーリー

### 本編
舞台は、本能に支配される「紅の世界」の生命体・ナイトフライオノートの襲撃と侵略に脅かされている、理性を象徴する「青の世界」。青側で研究者の職に就いていた17歳の主人公・麻黄アキラは、その能力から最前線での戦闘指揮官に抜擢され、石垣島と西表島に跨る対位相外防衛機関、通称「琉球LAG」への着任を命じられた。そこで出会ったのは、過去の熾烈な戦いによる第五戦闘ユニットまでの全滅を受け、4年前に結成された第六戦闘ユニット「IS（アイズ）」に属し、「スカーレッドライダーゼクス」とも呼ばれるライダー達。主人公は共に命懸けで戦う教官として、別世界から襲い来る脅威と戦う日々の中、それぞれとの親睦を深めていく。

### STARDUST LOVERS
2011年6月23日に発売されたファンディスクに収録の本編のTrack05からTrack08にかけてのエピソード。肝試しやハテルマ演習など、主人公と琉球LAGで出会った面々との交流や事件を軸に、サブスタンスとのレゾナンス（変身融合）によって起こり始めた人格侵食に直面するライダーの心情に迫った内容となっている。

## 登場キャラクター
声優表記は「ゲーム版 / アニメ版」。

### メインキャラクター

#### 主人公
麻黄 アキラ（あさぎ アキラ/デフォルト名/変更可）
声 - 清水彩香（アニメ版）
本作の主人公。戦闘指揮教官。17歳。1986年生まれ。幼少時から勉強に明け暮れたためか9歳で国家特別選抜学生に認定されており、カナガワ高等教育院、トウキョウ国防大学戦略科学部対位相外戦史学科を経て15歳でカマクラ先端技術大学院大学対位相外安全保障研究科を卒業した天才である。研究者として働き始めた1年後、琉球LAGの嘱託教官の辞令を受け着任した（アニメでは2002年9月にトウキョウLAG研究ユニットへ配属され、2003年4月に教官として第六戦闘ユニットの教官に任命されている）。顔も覚えていないほど両親とは疎遠が続き、同年代の友達もいないまま育ったため、世間知らずな面が強い。Odd-I'sのバンド活動も積極的に応援するべく、マネージャーとして各方面への売り込みにも尽力している。平時は素直で無邪気な反応も見せる年相応の少女だが、戦闘時には、有人兵器である航空機VOX（ヴォクス）に搭乗して戦場全体を把握し、冷静に苦境を切り開く優れたプロの指揮官へと変貌する。物語の鍵になる人物であり、石寺・岡崎・甘粕・ヒジリは事実を黙認し、本人は知らない。

#### メインスタンス
サブスタンスに選ばれ、スカーレッドライダーになる資格を得た第六戦闘ユニットのメンバー。その証として、利き手と逆の掌に十字の紅傷（スカーレッド）があるが、正式なレゾナンスができる状態でないと濃い色にならない。承認と、ヘッドフォン型デバイス（ゼノバイザー）でパートナーとのレゾナンスが可能となり、メインの肉体にサブの人格も同居した１人のライダーとなる。ユニット結成と同時期に敵の攻撃が沈静化して戦う機会を失っていたため、時間を埋めるようにロックバンド「Odd-I's」（オッドアイズ）を結成した。
駒江 クリストフ・ヨウスケ（こまえ クリストフ ヨウスケ）
声 - 鈴木達央 / 同左
日本人の父とドイツ人の母を持つハーフ。17歳。181cm。69kg。9月27日生まれ。O型。幼い頃に両親を亡くし、タクトの家で育てられた。他人の意見を傍観することが多く、自己主張をしないクールな性格だが、不器用に仲間を気遣う情の篤い少年でもある。主人公に対しても、着任直後から教官かつ仲間としての信頼を寄せ、好意的に接した。自分しか部員のいない料理部の部長を務め、暇さえあれば調理室で過ごす。仲間に絶賛される料理の腕を誇るが、目を見ただけでパニックを起こすほど大嫌いな魚だけは例外で、切り身以外の調理が一切出来ない。コードネームはツァール・ツヴァイ。ノイズレンダー（楽器形状の使用武器）はヴィシャス。サイドギター担当。
霧澤 タクト（きりさわ タクト）
声 - 宮野真守 / 同左
メンバーの中で最初に第六のライダーに選ばれ、頭脳派でプライドが高い。18歳。172cm。64kg。3月30日生まれ。A型。幼馴染で親友でもある天才肌のヨウスケをライバル視することで、自分が努力するためのモチベーションを高めている。主人公の着任まではISのリーダーとして指揮の訓練も積んでいたことから、全員の命を守る使命感が非常に強い。そのため、突然指揮官となった主人公に要求するレベルは常に高く、彼女の采配で危機を脱するまでの序盤は、その履歴に見出した不審点を追究するなど懐疑的な態度を崩さなかった。感情に流される者を蔑み、理論に裏打ちされた冷静な対応を尊ぶ一方、仲間の発言を鵜呑みにして真面目にボケる天然な面もある。猫好きだが、猫アレルギーを持つため飼えない。シイタケが嫌い。身長の低さがコンプレックス。コードネームはツァール・アイン。ノイズレンダーはペイジ。紅傷は右手（他のメンバーは左手にある）。メインギターとボーカル担当。
津賀 ユゥジ（つが ユゥジ）
声 - 近藤隆 / 同左
社会人経験が唯一ある最年長。21歳。185cm。75kg。8月19日生まれ。O型。LAGを卒業後、ハコダテの実家で酒屋を手伝っていた際にメインスタンスに選ばれていた事実が発覚し、復帰した。6人兄弟の長男坊で、家族や仲間を大切にする懐の広い性格。自分が守ると決めた対象には強い執着と兄貴分としての面倒見の良さを示す反面、親しくない他人にはなかなか打ち解けない頑なさも持つ激情家。出会った当初、個性が強くばらばらだったメンバーが纏まるきっかけを作ろうとOdd-I's結成を発案し、全員を勧誘して回った。趣味は釣りで、釣り部の部長も務める。コードネームはツァール・ドライ。ノイズレンダーはバッカス。ベース担当のバンマス。
鞍馬 ヒロ（くらま ヒロ）
声 - 下野紘 / 同左
メンバー最年少。16歳。168cm。55kg。11月4日生まれ。B型。読書が好きで人見知りの激しい性格。他人と接するのが苦手。自分を受け入れてくれた仲間を信じ、ようやく得た大切な環境が壊されることを恐れている。そのため、着任当初は主人公に対しても突然紛れ込んだ異物として馴染もうとせず、苛立ちを見せていた。綺麗な石を集めるのが趣味。コードネームはツァール・フィア。ノイズレンダーはキャンベル。ドラム担当。
錫木 カズキ（すずき カズキ）
声 - 高橋広樹 / 同左
独特の感性と奇抜な言動が目立つ。18歳。180cm。68kg。12月10日生まれ。B型。日本語と英語を混ぜる発言が特徴。変人として扱われており本人も否定しないが、陰では優れた洞察力を発揮し、穏やかに状況を分析する知性も併せ持つ。音楽を奏でる才能は確かで、Odd-I'sの活動に辛口な甘粕にも唯一人認められている。自分の苗字を嫌い、周囲にも名前で呼ぶように頼んでいるが、パートナーのリッケンバッカーには呼んでもらえたことがない。コードネームはツァール・フュンフ。ノイズレンダーはグレコ。キーボードと作曲担当。歌詞だけはメンバーから酷評され、本人も悩みの種にもなっている。
無月 ヒジリ（むつき ヒジリ）
声 - KENN / 同左
途中から琉球LAGに編入してきた。17歳。174cm。63kg。1986年6月6日生まれ。AB型。7歳で両親とともに新興宗教団体「コミューン」に入るも、3年後にナイトフライオノート災害に巻き込まれて両親を失ってしまい、宗教団体から捨てられてからはホームレスとなっていたが、そのときにリ・ハーモナイズ状態でギブソンとのレゾナンスを成功させたといわれている。その後は自警団活動を経て第五戦闘ユニットに所属していた。女慣れした言動と軟派な振る舞いが目立つ反面、主人公の過去に踏み込むなど謎めいた発言などで戸惑わせ、その真意を掴ませない。遠慮なくずばずば指摘する物言いから周囲の反発を招きやすい性格で、ISとも当初は衝突するが、オチャヅケと名づけて宝物のように可愛がるイリオモテヤママンチカン（天然記念物）の仔猫を介して次第に溶け込んだ。石寺長官の推薦で、正式なライダーではないながらもオブザーバーとしてヴォクスへの搭乗を許される。コードネームはツァール・ゼクス。ノイズレンダーはカジノ。

### サブキャラクター

#### サブスタンス
紅の世界に生まれながらも、人間や音楽や芸術など、青の世界にしか存在しないものに純粋な興味を示して移住した者達。自らの意志でLAGに協力し、自分が選んだライダーとレゾナンスすることで変身させ、戦うための人智を超えた力を貸し与える。普段は居住空間でもあるメンテナンス室に待機し、有事にはヴォクスからの要請を受けて出撃する。
フェルナンデス
声 - 竹本英史 / 同左
ヨウスケのパートナー。199cm。9月27日生まれ。O型。燃えやすい直情的な性格で、高い戦闘力を発揮する暴れん坊。琉球空手部在籍。
レスポール
声 - 浪川大輔 / 同左
タクトのパートナー。180cm。3月30日生まれ。A型。悪戯を仕掛けては、真剣に怒る相手を見て喜ぶ困り者。残虐な一面も見せる。
ディバイザー
声 - 小山力也 / 同左
ユゥジのパートナー。207cm。8月19日生まれ。O型。支配者としての威厳を持ち、全ての対象は治める者が守るべきと自負している。
デュセンバーグ
声 - 高橋直純 / 同左
ヒロのパートナー。183cm。11月4日生まれ。B型。蝶を模した外見。男性でありながら、女性そのものの細やかな気配りで世話を焼く。
リッケンバッカー
声 - 岡本信彦 / 同左
カズキのパートナー。174cm。12月10日生まれ。B型。猫に似た耳と尻尾と肉球つきの四肢を持つ。おっとりした性格。タクトに懐いている。
エピフォン
声 - 藤原祐規 / 同左
ヒジリのパートナー。202cm。6月6日生まれ。AB型。青の世界に初めて出現したナイトフライオノート。最低限しか喋らないが音楽に興味を示す。ヒジリの誕生年である1986年にアベレイトした。

#### LAG関係者
オペレーターの3人に関しては、TVアニメ化に際してキャストが一新されているため、双方を併記する。
甘粕 ソーイチロウ（あまかす ソーイチロウ）
声-遊佐浩二 / 同左
サブスタンスの調整役なども務める補佐官。音楽を愛しており、バンドとして発展途上のOdd-I'sに対する評価は厳しい。放送部在籍。
石寺 ハヤト（いしでら ハヤト）
声-上別府仁資 / 同左
琉球LAGの最高責任者。第六戦闘ユニットの出撃許可を直接下す権限を持つ。双方を削り合う青の世界と紅の世界の真実のみならず主人公の過去も熟知し、終わる気配を見せない戦いの長さに苦悩する一方で、青の世界を守るためならば犠牲をいとわない冷徹な一面も持つ。
近江 マコト（おうみ マコト）、但馬 ナオ（たじま ナオト）、駿河 ハルオミ（するが ハルオミ）
マコトの声 - 根本幸多 / 大河元気
ナオトの声 - 河本啓佑 / 奈良岡快
ハルオミの声 - 岡本寛志 / 高畑空良
有事の際、搭乗したヴォクスにおいて戦況報告から操縦全般まで受け持つオペレーター3人組。甘粕と共に、主人公の指揮を潤滑に進める助手的役割を担う。LAG内でも特に優秀な者が選抜された。
佐倉 サロメ・ハコ（さくら サロメ ハコ）
声-明坂聡美
アニメオリジナルキャラクター。サブスタンスのメンテナンス担当としてトウキョウから琉球LAGに派遣される。楽しいことが好きな明るい性格。誰とでも仲良く打ちとけるが、ドライな面もある。機密事項に通じている言動も示す。
岡崎 フジミ（おかざき フジミ）
声-不明 / 渡辺明乃
政府直属のトウキョウLAG悪党女性監察官。ゲームではTrack8から登場する。

#### ナイトフライオノート
グランバッハ
声 - 安元洋貴 / 同左
ナイトフライオノートを率いる幹部。人間形態への変化も可能。主人公にのみ異様な執着を示し、青の世界から紅の世界に引き込もうと画策する。
ギブソン
声 - 三宅淳一 / 同左
エピフォンの双子の兄。弟を実験対象として苦しめた青の世界に対し、激しい憎悪を募らせている。
ステッドラー
声 - 不明
リーブス
声 - 不明
吹雪を起こさせ、氷使いと呼ばれる。女性。

## スタッフ
- キャラクターデザイン - pako
- シリーズ構成 - 佐藤大
- サウンドプロデューサー - 志倉千代丸
- メカニックデザイン - 柳瀬敬之

## 主題歌
本編（PS2）
オープニング「Dan-Gun-XechS」
歌 - 霧澤 タクト（宮野真守）
エンディング「ROAD OF GOLD」
歌 - 無月 ヒジリ（KENN）

STARDUST LOVERS（PS2）
オープニング「Soul Elevation」
歌 - 無月 ヒジリ（KENN）
エンディング「somelights dayz」
歌 - 駒江 クリストフ・ヨウスケ（鈴木達央）

本編（PSP）
オープニング「Dan-Gun-XechS」
歌 - 駒江 クリストフ・ヨウスケ(鈴木達央)霧澤タクト(宮野真守)津賀ユゥジ(近藤隆)鞍馬ヒロ(下野紘)錫木カズキ(高橋広樹)無月ヒジリ(KENN)
エンディング「RRR-Rider's Rail Road」
歌 - フェルナンデス(竹本英史)レスポール(浪川大輔)ディバイザー(小山力也)デュセンバーグ(高橋直純)リッケンバッカー(岡本信彦)エピフォン(藤原祐規)
STARDUST LOVERS（PSP）
オープニング「Rock'n★Roll★Driller」
歌 - 駒江 クリストフ・ヨウスケ(鈴木達央)無月ヒジリ(KENN)
エンディング「You」
歌 - 無月ヒジリ(KENN)
Rev.
オープニング「BLUE or RED」
歌 - 霧澤 タクト（宮野真守）
エンディング「Our Song」
歌 - 無月 ヒジリ（KENN）

## テレビアニメ
2016年7月より9月までテレビ東京ほかにて放送された。Track08以降はゲーム本編とは異なる展開となり、全体的にも違った物語となる。

### スタッフ（アニメ）
- 原作 - レッド・エンタテインメント[3]
- 監督 - 小森秀人[3]
- 助監督 - 森山悠二郎
- シリーズ構成 - 永川成基[3]
- キャラクター原案 - pako[3]
- キャラクターデザイン・総作画監督 - 羽田浩二[3]
- サブキャラクターデザイン・総作画監督 - 嘉手苅睦
- エフェクトコンセプト・エフェクト作画監督 - 橋本敬史
- メカニカルデザイン - 柳瀬敬之
- スカーレッドライダー・ナイトフライオノートデザイン - 植田羊一
- 美術監督 - 一色美緒
- 色彩設計 - 小針裕子
- 撮影監督 - 久保田淳
- CGディレクター - 安田兼盛
- 編集 - 兼重涼子
- 音響監督 - 森下広人
- 音楽 - 阿保剛、原田ナオ[3]
- 音楽制作 - 5pb.Records
- 音楽プロデューサー - 富士丸翔
- チーフプロデューサー - 安藤盛治、伊東愛
- プロデューサー - 吉沼忍、高篠秀一、与沢宏明、田中利明
- アソシエイトプロデューサー - 戸田奈月、清水美佳、重成幸生、塩田友、小林杏奈
- アニメーションプロデューサー - 石田健二郎
- アニメーション制作 - サテライト[3]
- 製作 - SRX PARTNERS

### 主題歌（アニメ）
オープニングテーマ「青と紅のフォルツァート」
作詞・作曲 - 志倉千代丸 / 編曲 - 磯江俊道
歌 - 駒江クリストフ・ヨウスケ（鈴木達央）、霧澤タクト（宮野真守）
エンディングテーマ「old revelation」
作詞 - 岡本純 / 作曲 - 高井ウララ / 編曲 - ハマサキユウジ
歌 - 無月ヒジリ（KENN）
「path of truth」（第10話）(挿入歌)
作詞 - 高井ウララ / 作曲･コーラス - MIKOTO / 編曲･ギター - SHIKI
歌 - 無月ヒジリ(KENN)
「STARDUST LOVERS」（第12話）
作詞・作曲 - 高井ウララ
歌 - 霧澤タクト（宮野真守）、無月ヒジリ（KENN）

### 各話リスト
| 話数     | サブタイトル           | 脚本     | 絵コンテ          | 演出              | 作画監督                                                               |
| -------- | ---------------------- | -------- | ----------------- | ----------------- | ---------------------------------------------------------------------- |
| Track.01 | RYUKYU Calling         | 永川成基 | 小森秀人          | 森山悠二郎        | 宍戸久美子、長坂寛治、出野喜則                                         |
| Track.02 | COMBAT ROCK            | 永川成基 | 佐藤真人          | 石井和彦          | 鯉川慎平、長坂寛治                                                     |
| Track.03 | The Right Profile      | 永川成基 | 森山悠二郎        | 吉川志我津        | 清水博幸、松原一之                                                     |
| Track.04 | Hi-Fi Highway          | 熊谷純   | 沖田宮奈          | 畠山茂樹          | 飯飼一幸、奥野倫史、森悦史                                             |
| Track.05 | Plan 6 Channel 5       | 福島直浩 | 永居慎平          | 永居慎平          | 鯉川慎平、長坂寛治 宮西多麻子、Park Jae Ik                             |
| Track.06 | My Generation          | 福島直浩 | 沖田宮奈          | 村田尚樹          | 徳田夢之介、山村俊了                                                   |
| Track.07 | Quadrophenia           | 永川成基 | 植田羊一          | 石井和彦          | 植田羊一、宮西多麻子、長坂寛治 李始恩、森山悠二郎 三浦忍、Park Jae Ik  |
| Track.08 | to Be Someone          | 熊谷純   | 三浦和也          | 石山タカ明        | 鈴木光、佐藤陽子 しまだひであき、後藤麻梨子                            |
| Track.09 | Away From The Number   | 熊谷純   | 永居慎平          | 鈴木薫            | 鯉川慎平、長坂寛治、森山悠二郎 Kim Myeongsim、Hwang Yeongsik           |
| Track.10 | Stay or Go             | 福島直浩 | いわもとやすお    | 石倉礼            | 松原一之、熊田明子、松岡秀明                                           |
| Track.11 | Not of This Blue Earth | 永川成基 | 三浦和也          | 北川正人          | 横松雄馬                                                               |
| Track.12 | LAST GIG               | 永川成基 | 小森秀人 永居慎平 | 小森秀人 永居慎平 | 小森秀人、植田羊一、長坂寛治 鯉川慎平、宮西多麻子 森山悠二郎、出野喜則 |

### 放送局
| 放送期間                | 放送時間                     | 放送局     | 対象地域   | 備考                                     |
| ----------------------- | ---------------------------- | ---------- | ---------- | ---------------------------------------- |
| 2016年7月6日 - 9月21日  | 水曜 1:35 - 2:05（火曜深夜） | テレビ東京 | 関東広域圏 |                                          |
| 2016年7月7日 - 9月22日  | 木曜 3:05 - 3:35（水曜深夜） | テレビ大阪 | 大阪府     |                                          |
| 2016年7月12日 - 9月27日 | 火曜 2:35 - 3:05（月曜深夜） | テレビ愛知 | 愛知県     |                                          |
|                         | 火曜 21:30 - 22:00           | AT-X       | 日本全域   | 製作委員会参加 CS放送 / リピート放送あり |

| 配信期間                | 配信時間        | 配信サイト    |
| ----------------------- | --------------- | ------------- |
| 2016年7月13日 - 9月28日 | 水曜 12:00 更新 | dアニメストア |

### キャラクターデュエットソングCD
| タイトル                                                             | 発売日         | 規格品番  |
| -------------------------------------------------------------------- | -------------- | --------- |
| TVアニメ「スカーレッドライダーゼクス」レゾナンスソングシリーズ Vol.1 | 2016年9月7日   | FVCG-1383 |
| TVアニメ「スカーレッドライダーゼクス」レゾナンスソングシリーズ Vol.2 | 2016年9月28日  | FVCG-1384 |
| TVアニメ「スカーレッドライダーゼクス」レゾナンスソングシリーズ Vol.3 | 2016年10月5日  | FVCG-1385 |
| TVアニメ「スカーレッドライダーゼクス」レゾナンスソングシリーズ Vol.4 | 2016年10月26日 | FVCG-1386 |
| TVアニメ「スカーレッドライダーゼクス」レゾナンスソングシリーズ Vol.5 | 2016年11月2日  | FVCG-1387 |
| TVアニメ「スカーレッドライダーゼクス」レゾナンスソングシリーズ Vol.6 | 2016年11月30日 | FVCG-1388 |

### BD / DVD
| 巻 | 発売日         | 収録話          | 規格品番  | 規格品番  | 規格品番  |
| 巻 | 発売日         | 収録話          | BD限定版  | DVD限定版 | DVD通常版 |
| -- | -------------- | --------------- | --------- | --------- | --------- |
| 1  | 2016年10月19日 | 第1話 - 第2話   | 1ANM-1800 | 1ANM-1801 | 1ANM-1802 |
| 2  | 2016年11月16日 | 第3話 - 第4話   | 1ANM-1805 | 1ANM-1806 | 1ANM-1807 |
| 3  | 2016年12月21日 | 第5話 - 第6話   | 1ANM-1810 | 1ANM-1811 | 1ANM-1812 |
| 4  | 2017年1月18日  | 第7話 - 第8話   | 1ANM-1815 | 1ANM-1816 | 1ANM-1817 |
| 5  | 2017年2月15日  | 第9話 - 第10話  | 1ANM-1820 | 1ANM-1821 | 1ANM-1822 |
| 6  | 2017年3月15日  | 第11話 - 第12話 | 1ANM-1825 | 1ANM-1826 | 1ANM-1827 |

### Webラジオ
『鈴木達央・下野紘のスカーレッドライダーゼクス LAG放送局』のタイトルで、2016年6月30日から10月6日までdアニメストアにて配信され、隔週木曜日に更新された。アニメイトタイムズでは同年7月1日から10月7日まで配信され、隔週金曜日に更新された。パーソナリティは鈴木達央（駒江 クリストフ・ヨウスケ 役）、下野紘（鞍馬ヒロ 役）。

## 漫画
少年ヒジリの成長を描くオリジナルストーリーのコミカライズ作品『スカアレッド』が「ミラクルジャンプ」（集英社）にて2016年7月号から2017年2月号まで連載され、「となりのヤングジャンプ」（集英社）に移籍して2017年3月11日より2018年3月20日まで連載された。漫画：pako、原作：熊谷純、コンテ構成：降矢大輔、監修：レッド・エンタテインメント、〈ヤングジャンプ コミックス〉、全2巻。

## 関連商品

### キャラソンCD
- Scared Rider Xechs CHARACTER CD
  - SUNSHINE RED DISC「愛のZERO距離射撃-love shooooot!!!!!-」
  - STAR YELLOW DISC「無敵のTwinkle★Star」
  - LOVELESS BLUE DISC「彷徨えるヒステリックラヴァー」
- Scared Rider Xechs DRAMATIC CHARACTER CD
  - 咎塗れのKyrie（無月 ヒジリ）
  - ALL-BACK-ATTACK!!（都賀 ユゥジ）
  - 紅の哀絶叫（錫木 カズキ）
  - 愛ADRENALINE（駒江 クリストフ・ヨウスケ）
  - BINDINGME,BINDINGYOU（鞍馬 ヒロ）
  - 70億分の1のカノジョ（霧澤 タクト）
- DREAM COLLABORATION シリーズ
  - Roaring to the moon（カズキ×リッケンバッカー/作曲 目黒将司）
  - tuning NOISE -星屑カケラたち-（ヨウスケ×フェルナンデス/作曲 LOVE+HATE）
  - Pride（ユゥジ×ディバイザー/作曲 岡部啓一）
  - 純愛★ファンタスチック（ヒロ×デュセンバーグ/作曲 山岡晃）
  - Don’t shed any tears（ヒジリ×エピフォン/作曲 磯江俊道）
  - Dear Chroma（タクト×レスポール/作曲 志倉千代）
- レゾナンスソングシリーズ
  - TVアニメ関連CDで、デュエットしたキャラソンを収録している。一覧は#キャラクターデュエットソングCDを参照。

### 音楽CD
- Scared Rider Xechs サウンドコレクション（本編OP・ED曲フルVer収録）
- スカーレッドライダーゼクス -STARDUST LOVERS- テーマソング（STARDUST LOVERS OP・ED曲フルVer収録）
- スカーレッドライダーゼクスⅠ＋FD　ポータブル　テーマソングCD
- Scared Rider Xechs TWIN VOCAL CD 『STARDUST LOVERS』
- SRX THE BEST（ヴォーカル曲を収録したベストアルバム）
  - 紅盤
  - 青盤
- Scared Rider Xechs Rev. テーマソングCD（Rev. OP・ED曲フルVer収録）

### ドラマCD
- スカーレッドライダーゼクス ドラマCD
  - サマー・ヒート 4M2S
  - リュウキュウ・インシデンツ
  - サマー・モーション333
  - ウィンター・ミュート1-3-6
  - リュウキュウヒーローアドベンチャー
  - ハーモニー・エクスプロージョン
  - GREAT LAG TIME SHOW
  - リュウキュウインシデンツ2016
  - ホワイト・ミッション
- スカーレッドライダーゼクスゼノン  ドラマCD
  - XENON to XECHES
  - PIECE OF XENON

### 書籍
- スカーレッドライダーゼクス オフィシャルファンブック Track14（アスキー・メディアワークス発行）ISBN 978-4048700627
  - CD付属（『愛のZERO距離射撃-loveshooooot!!!!!』のリミックスVer.）
- スカーレッドライダーゼクスゼノン Scared Rider Xechs XENON (星海社FICTIONS発行)ISBN 978-4061399051
- スカアレッド、漫画：pako、集英社〈ヤングジャンプ コミックス〉、全2巻
  1. 2017年5月19日発売、ISBN 978-4088905792
  2. 2018年5月18日発売、ISBN 978-4088910178

### イベントDVD
- スカーレッドライダーゼクス TANABATA GIG 2012 黄金の織姫たちへ
- スカーレッドライダーゼクス NEW DAYS 2016 春のサブミッション